# Vocal Art Ensemble
Vocal Art Ensemble (tidigare Kammarkören Pro Musica) är en blandad kör i Göteborg som grundades 1978. Dirigent är sedan starten Jan Yngwe. Kören har varit Veckans artist i Sveriges Radio P2 samt framträtt i Veckans konsert för TV2. 
Kören är specialiserad framför allt på nutida konstmusik och senromantik.

## Diskografi
- Urgency of Now (2015)
- Ramaskri – Outcries (2006)
- Änglanatt - julmusik i tradition och förnyelse ( 2001)
- Frank Martin: Mässa för dubbelkör  (2000)
- Ode à la musique och Songs of Ariel (2000)
- Alfred Schnittke: Requiem, Konsert för kör (1996)
- Where love reigns (1992)
- Within seasons (1987)
- Ekon av ljus